# Telégrafo óptico

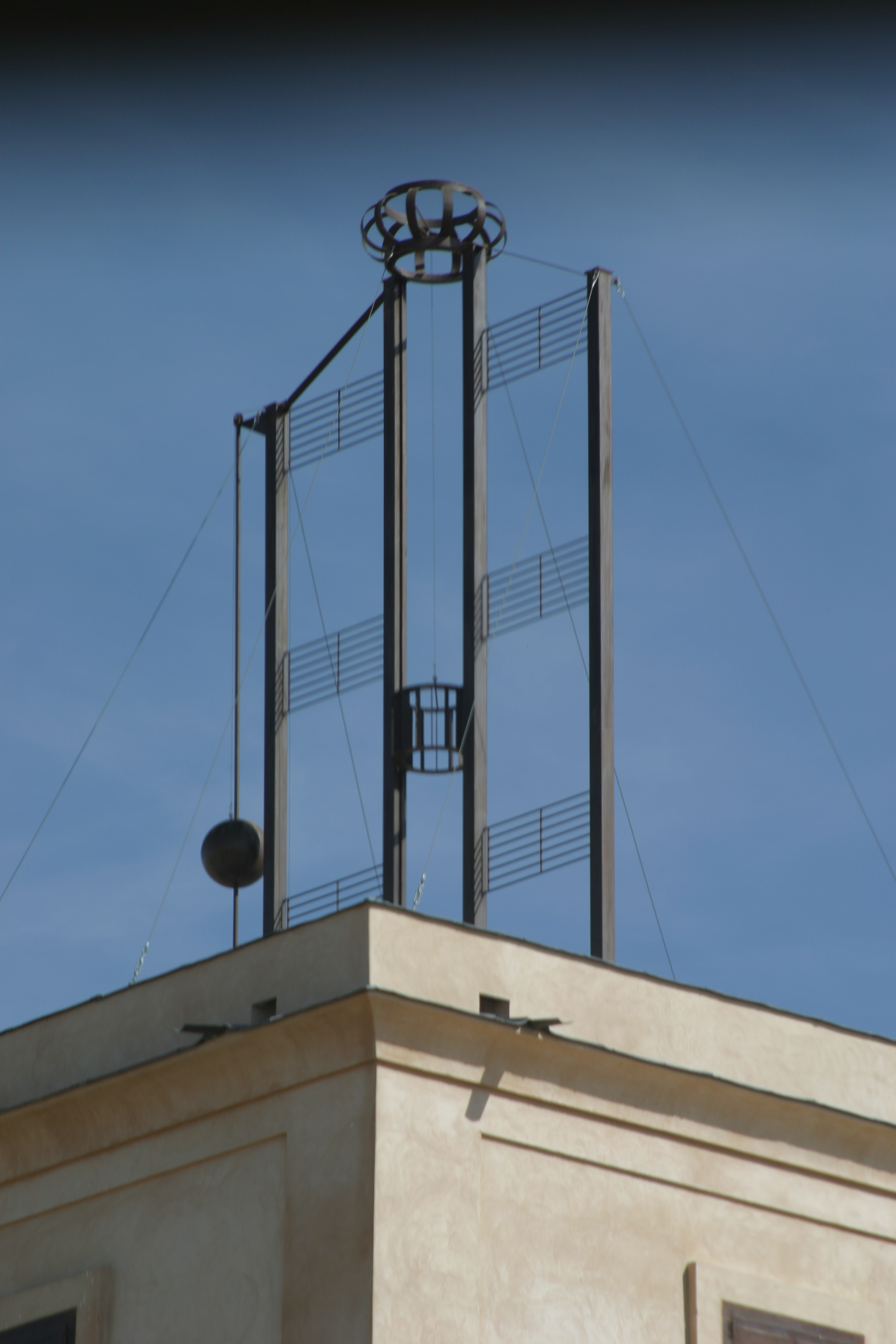
Telégrafo óptico restaurado de Adanero, España.

Un telégrafo óptico es un utensilio diseñado para ser visto a gran distancia configurando diversas señales por medio de un mecanismo operado por una o varias personas. Colocando varias torres en cadena podía hacerse que cada torre repitiese el mensaje de la anterior, propagándose así y recorriendo grandes distancias en un tiempo muy inferior al que requería un mensajero a caballo. Han existido diferentes modelos de telégrafo a lo largo de la historia, y en los diferentes países y el principio de funcionamiento básico de todos ellos es prácticamente idéntico. Etimológicamente, «telégrafo» es un aparato para escribir a grandes distancias (en ocasiones, este artefacto es denominado también «semáforo», del griego sema, signo o señal, y foro, llevar).

## Descripción general
El telégrafo óptico consiste en un aparato situado a distancia visual de otro aparato similar. El operador maneja unos controles que sitúan los elementos del telégrafo en una posición reconocible por la torre siguiente. Esta repite el mensaje, que es leído y reproducido por una tercera, y así sucesivamente. No obstante, las frecuencias vienen marcadas por el material que se emplea en su construcción.

## Historia

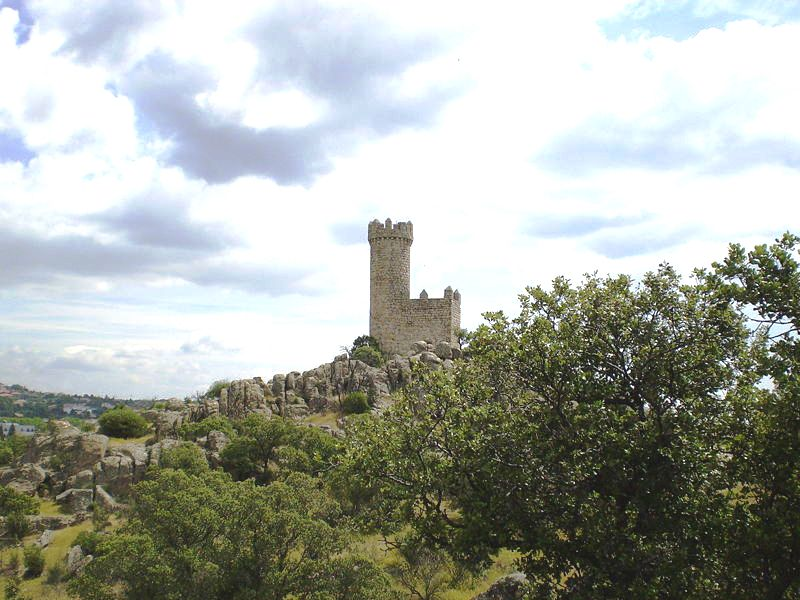
Atalaya de Torrelodones, en España, una de las almenaras construidas para vigilar los pasos de la frontera norte de Al-Andalus (siglos IX-XI) y que se comunicaban con señales de fuego en caso de ataques de los reinos cristianos.

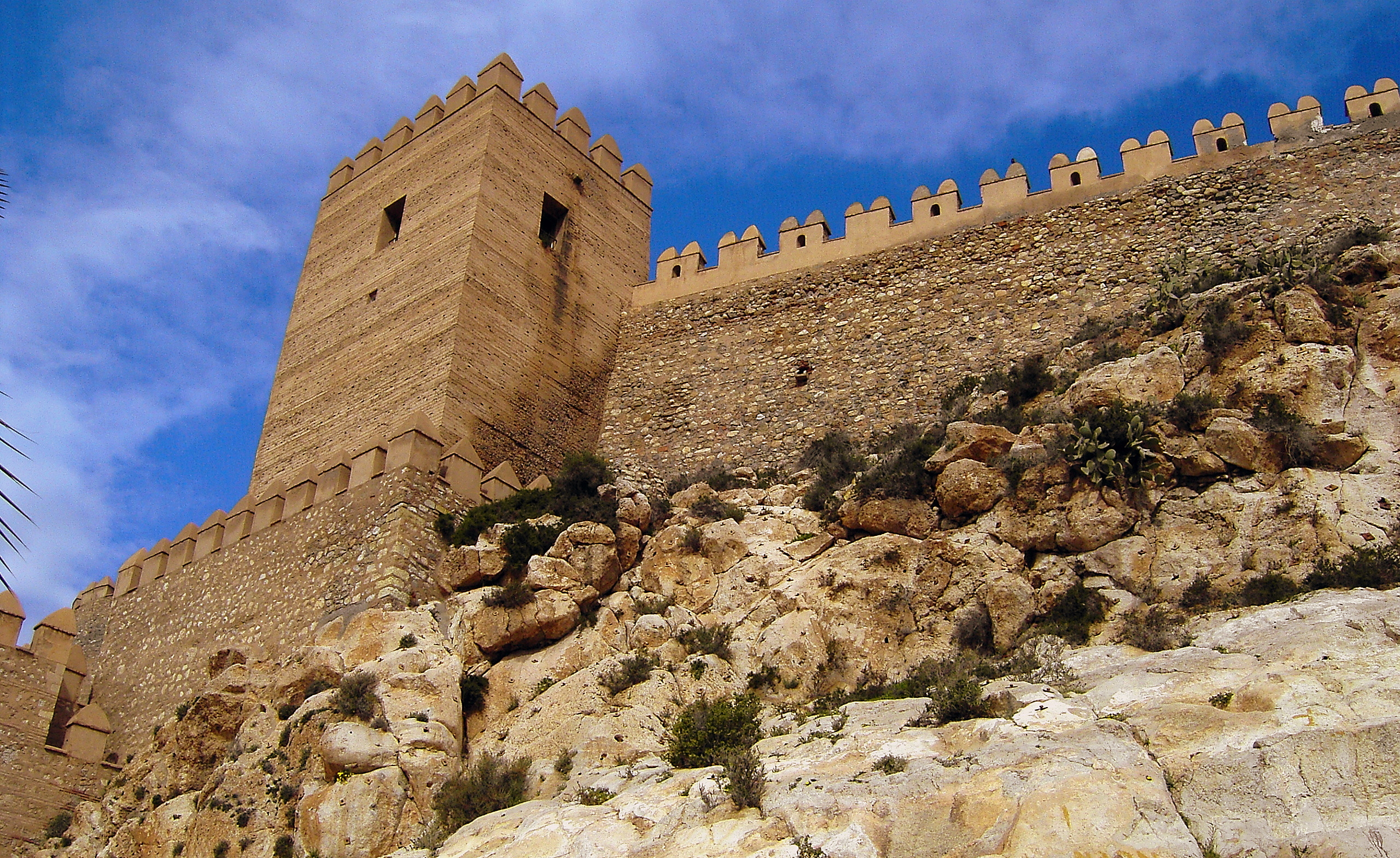
Torre de los Espejos de la Alcazaba de Almería (siglo X), donde según la tradición, se ubicaba un sistema de espejos para comunicarse con las embarcaciones que se acercaban al puerto.

Es bien cierto que desde los inicios de la Historia, el ser humano se ha servido de medios ópticos para transmitir mensajes a gran velocidad. Ya en "La Orestíada", Esquilo narra cómo Agamenón envía noticias a los palacios del Átrida mediante hogueras durante la guerra de Troya. A finales del siglo XIV, Pedro IV de Aragón usa un sistema de ahumadas para comunicar movimientos de flotas o ejércitos enemigos a sus propias tropas, y Enrique III de Castilla envía un mensaje desde Toro a Segovia para anunciar el nacimiento de su heredero. Además, son de sobra conocidos los sistemas de señales de humo utilizados por algunas tribus de amerindios. No obstante, estos sistemas de comunicación visual no pueden considerarse técnicamente como telegrafía óptica por no conformar un sistema unificado con unas reglas homogéneas y regularizadas. Esto empezó a ser una realidad a finales del siglo XVII.

## Inicios
Ya en 1684 Robert Hooke presenta ante la Royal Society un sistema de telegrafía óptica que no tiene demasiada acogida.
Durante el siglo XVIII sobreviene una serie de avances sociales, políticos, científicos y tecnológicos que confluirán en las condiciones idóneas para el desarrollo de esta técnica. En concreto, la mejora de las ópticas permitió construir utensilios para mejorar la visión a grandes distancias, lo que permitía alargar los espacios entre cada estación telegráfica y la siguiente, haciendo más económico el tendido de las redes. Las nuevas lentes acromáticas (que no presentaban aberración cromática) alcanzaban una precisión mucho mayor y su técnica de construcción permitía hacerlas mayores y con más potencia de aumento.
Además, durante la citada centuria se establece el pensamiento ilustrado en toda Europa, que hace que desde las cúpulas de poder se impulse de manera decisiva todo avance científico-tecnológico.
Así, Francia es el primero de los reinos europeos que se interesa seriamente por la telegrafía. El clima de inestabilidad existente a finales del siglo XVIII hace que desde la corona se financie un sistema de comunicaciones rápido y eficaz que permita mejorar el control del territorio y mantener el orden. En 1792, ya en plena I República, se da luz verde al proyecto de construcción de Claude Chappe y de su hermano Ignace Chappe, que colaboró, de la primera red de telegrafía. En 1793 se le concede a Chappe, en Francia, el primer título mundial de ingeniero telegrafista como reconocimiento a sus trabajos para poner en funcionamiento estaciones repetidoras de signos gráficos y darles el nombre de telégrafo.

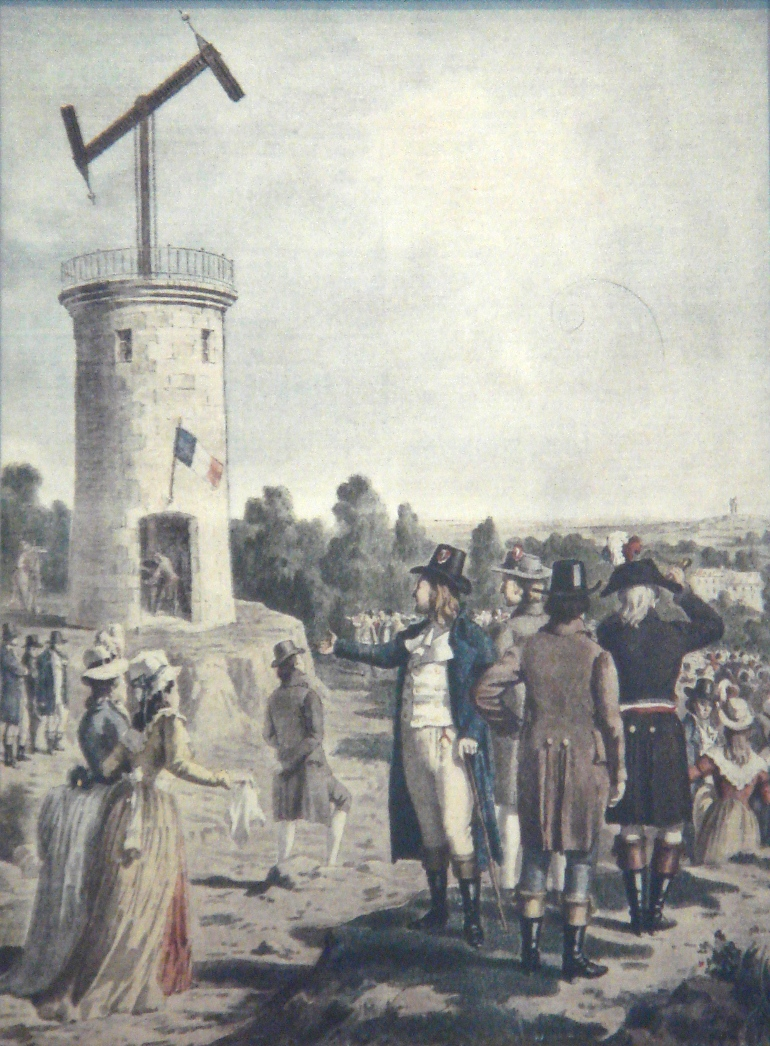
Claude Chappe presentando su telégrafo óptico en Francia.

En 1794 se transmite el primer telegrama de la Historia desde Lille a París, a lo largo de 230 kilómetros y 22 torres. El éxito de esta primera prueba es el espaldarazo definitivo a la telegrafía que en Francia llegará a tener en toda su red, una extensión de casi 5000 kilómetros.
Antes incluso del éxito de Chappe, los informes de este avance tecnológico son difundidos por los servicios de información y espionaje, y numerosos países europeos se apremian a construir sus redes telegráficas. El segundo en hacerlo es Suecia, casi a la par que Hungría. España, el Reino Unido y Alemania tampoco tardan en dotarse de este sistema de comunicación. En Estados Unidos se comienza a principios del siglo XIX una red de telegrafía en la costa Este, aunque no llegará a tener relevancia ya que nunca llegará a abarcar una parte apreciable de su territorio.

## La telegrafía óptica en España

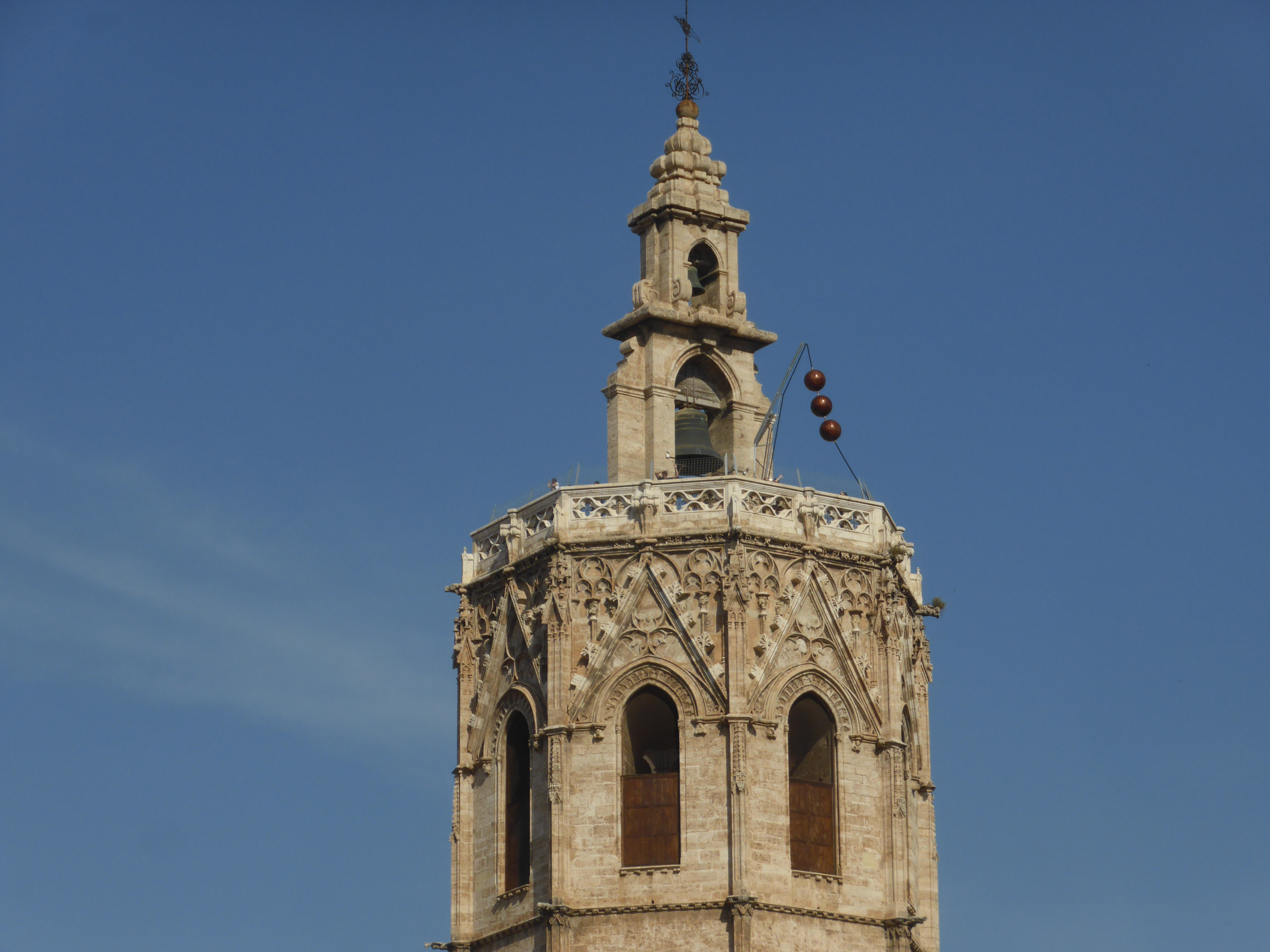
Telégrafo Portuario del Miguelete. Catedral de Valencia.

A España llegan las primeras noticias a través de La Gaceta de Madrid, que en su número del 14 de octubre de 1794 publica los resultados de las pruebas de Chappe. Igualmente, el 4 de noviembre se da cuenta de las pruebas realizadas por el equipo del profesor del Real Observatorio de Madrid, don Salvador Ximénez Colorado en las que se corroboraron los excelentes resultados obtenidos con lentes acromáticas.
En 1799 se presentan ante Carlos IV varias propuestas de modelos de telégrafo. De todas ellas, cabe destacar la de Josef Fornell, consistente en 11 bolas de día o faroles de noche que conformarían los diferentes símbolos. Se encomendó el estudio detallado de esta propuesta a Agustín de Betancourt y Molina, que la desestimó por considerarla demasiado compleja y propensa a fallos mecánicos. Poco después, el propio Agustín de Betancourt, que gracias a sus viajes de estudios conocía los sistemas francés (Chappe) y británico (Murray), y sus defectos y carencias, diseñaría un sistema que superaba al sistema de Claude Chappe en velocidad, seguridad, fiabilidad y facilidad de lectura y manejo. Merece la pena reseñar que este sistema fue presentado ante la Academia de Ciencias del Instituto de Francia, la cual, reunida en comisión, estudió el modelo de Betancourt y emitió un juicio muy favorable, si bien se encontró con la  oposición del Director de Telégrafos francés, el propio Chappe.

### Funcionamiento de la red
El funcionamiento de la red comenzaba en la estación desde la que se emitía el mensaje. Se colocaba el telégrafo en una posición prefijada de alerta o de atención para "avisar" a la estación vecina y que la misma coloque su telégrafo en posición para captar el mensaje. Cuando la estación siguiente avistaba esta señal, colocaba su telégrafo en posición listo o preparado y el primer telégrafo sabía que podía comenzar a transmitir. Una vez que se comenzaba a transmitir, cada símbolo debía estar unos 20 segundos como mínimo en la posición para que la siguiente estación lo leyese correctamente y colocase su telégrafo en la misma posición, lo cual indicaba a la estación precedente que podía transmitir el siguiente símbolo del mensaje.

### La vida en la torre
Las condiciones de trabajo eran especialmente duras. La dotación de cada estación telegráfica se componía de tres o cuatro personas. Durante su jornada laboral, que se extendía de sol a sol, mientras hubiese luz suficiente para divisar una torre, los torreros debían mirar regularmente a las torres anterior y posterior de la línea para comprobar si alguna de ellas se encontraba en posición de atención. Los operadores desconocían la naturaleza del mensaje y simplemente se limitaban a lo que veían en la torre anterior, para que fuese copiado por la posterior.
Además de la dureza de los factores antes mencionados, la vida de los operadores de cada estación era durísima. A la dureza del clima había que añadir que las torres solían estar en lugares elevados, donde las condiciones se recrudecen, también expuestas a los rayos de tormenta. Esto se unía al hecho de que las deficiencias presupuestarias hacían que en demasiadas ocasiones muchas torres fuesen abastecidas por la buena voluntad de los habitantes de las localidades circundantes.
En España los mensajes se enviaban cifrados según un código existente en el libro de códigos, que estaba en posesión del Comandante de Línea, que era el único autorizado a la codificación y decodificación. En el mensaje se enviaba el número de página del libro, y luego un código alfanumérico que hacía referencia a una de las palabras que aparecían en dicha página. Esto hacía que la transmisión fuese mucho más rápida, eficaz y segura que si se transmitiese letra a letra.

### Problemas de operación
Uno de los mayores problemas que presentaba el telégrafo óptico era que el símbolo o señal producidos era plano, por lo que había de ser leído de frente. Un telégrafo visto desde un lateral no presentaba información alguna, como puede imaginarse. Esto obligaba a que los trazados fuesen casi rectilíneos y hacía que dar una curva fuese realmente complicado. De todos los sistemas existentes en Europa, los ideados por Betancourt y por Mathé fueron los que admitían mayor ángulo de visión (más de 45°), por lo que ambos sistemas fueron muy elogiados en círculos científicos del continente.
Pero el que quizá era el mayor inconveniente de este sistema de comunicación era el derivado de las lógicas inconveniencias de su medio. De noche era poco fiable y aunque se hicieron experimentos fijando faroles a los telégrafos, lo cierto es que ninguno de los prototipos superó la prueba con resultados satisfactorios en ningún país de Europa. Por otro lado, con lluvia intensa, niebla, nieve o calima se hacían prácticamente invisibles las estaciones contiguas, por lo que la transmisión había de ser interrumpida.

### El proyecto de Betancourt. El germen
De vuelta en España, en 1798 Betancourt obtiene de Carlos IV una Real Orden (RO de 17 de febrero de 1799) por la cual se aprobaba el proyecto de instalación de la telegrafía óptica en España.
La primera línea proyectada es Madrid-Cádiz, consistente en unas 60 o 70 estaciones, dotada con un millón y medio de reales y dirigida directamente por el propio Betancourt. No obstante, de toda esta línea solo se construye el tramo Madrid-Aranjuez, el cual comienza a ser operativo a partir de agosto de 1800. En cualquier caso, la crisis económica que atraviesa España impide que se llegue a completar el sueño de Betancourt.

### El telégrafo militar de Cádiz
Sin embargo estas experiencias han sentado un precedente. En 1805 comienza a funcionar una red telegráfica militar, concebida por el teniente coronel de Ingenieros Francisco Hurtado, consistente en cuatro líneas que unían Cádiz con Sanlúcar de Barrameda, Medina Sidonia, Chiclana de la Frontera y Jerez de la Frontera, con un tramo desde esta última localidad hasta Sevilla que funcionó temporalmente. Esta red en su totalidad o en parte, estuvo en funcionamiento hasta 1820. Se acaba de restaurar en Cádiz el Telégrafo Principal que controlaba las cuatro líneas y que fue la única torre que funcionó desde 1805 hasta su desaparición en 1820.

### La red en los Reales Sitios
En febrero de 1831, el oficial de la Marina Juan José Lerena y Barry, tras una presentación de su proyecto ante la corte, recibe el encargo de construir una red telegráfica entre Madrid y los Reales Sitios (RO de 8 de febrero de 1831). Tres meses después concluye la construcción de las 4 estaciones (Torre de los Lujanes, cerro de Los Ángeles, ambas en Madrid, cerro de Espartinas en Valdemoro, y "Monte Parnaso" ya en Aranjuez) de la línea Madrid-Aranjuez, muy probablemente basada en la preexistente de Betancourt.
El 24 de julio de 1832 entra en funcionamiento la línea Madrid-San Ildefonso, con estaciones intermedias en el Puerto de Navacerrada y Hoyo de Manzanares.
En marzo de 1834 comienza a funcionar la línea Madrid-Carabanchel Alto, en julio de 1834 San Ildefonso-Riofrío, y el 28 de agosto de 1834 comienza la construcción de la línea Madrid-El Pardo. Esta red es de uso privado de la Familia Real, que la emplea para mantenerse al tanto de las noticias que llegan a Madrid cuando está en alguna de sus residencias del extrarradio.

### Las guerras carlistas

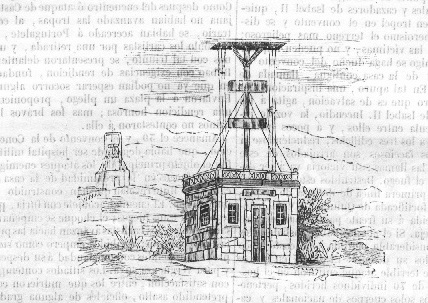
Telégrafo óptico utilizado durante la primera guerra carlista.

Merece mención aparte, por ser de especial interés, el papel desempeñado por la telegrafía óptica durante las guerras carlistas como medio de comunicación por parte de las tropas isabelinas entre Pamplona y Logroño. Durante 1834, poco después de comenzar la primera guerra carlista, el ejército liberal construyó una red de 13 a 15 estaciones telegráficas partiendo de Pamplona, pasando por Logroño y terminando en Vitoria, rodeando de este modo el territorio entre la llanura de Alava y las sierras que se interponen entre esta llanura y el Ebro, zona ocupada por las tropas carlistas que dificultaban sobremanera la comunicación entre las capitales citadas. Parte de la línea era: Lerín - Andosilla - Lodosa - Ausejo. En los boletines de Logroño de estos años de guerra es frecuente encontrar noticias que empiezan: "Según el telégrafo de Ausejo se ha recibido del de Lodosa ..." Por esta línea llegó al campo cristino la primera noticia de la herida mortal recibida por Zumalacárregui en junio de 1835. En Lodosa existe un cerro llamado "Telégrafo", quedando restos del foso que rodeaba el fortín dentro del que estaba montado el aparato. El cerro se encuentra yendo por la carretera de Lodosa a Alcanadre, a mano izquierda. Se puede identificar ya que su cúspide asemeja un pezón.
Si bien es digna de mención por la celeridad con que fue trazada y construida, y la eficacia con que fue empleada, esta línea telegráfica no se utilizó posteriormente debido al mal estado en que quedaron muchas de sus torres tras los combates y a que el recorrido, trazado expresamente con un cometido militar, tenía poco encaje en la red nacional de telegrafía.

### El proyecto definitivo de Mathé

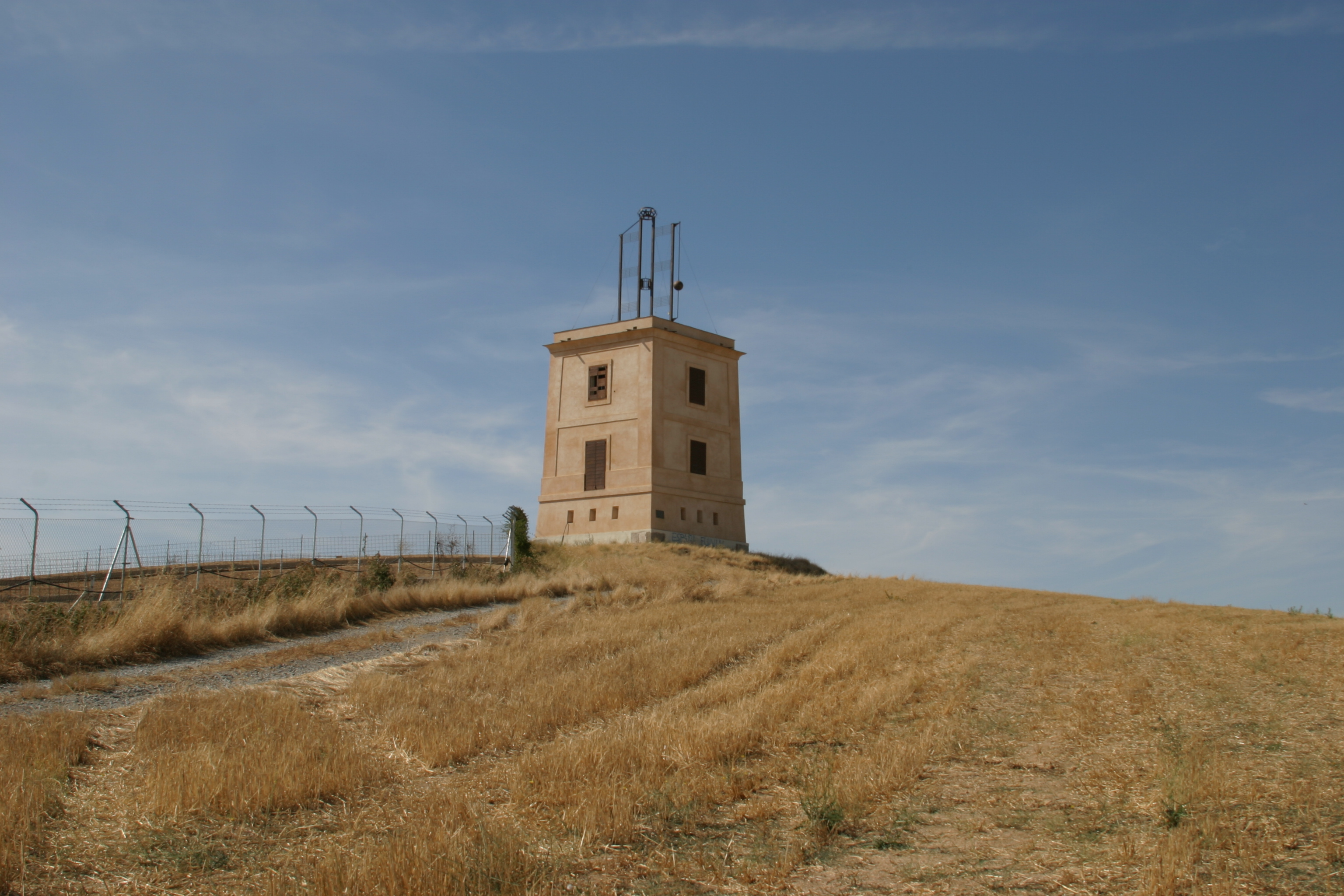
Panorámica de torre óptica de Adanero, la n.º 11 de la Línea de Castilla.

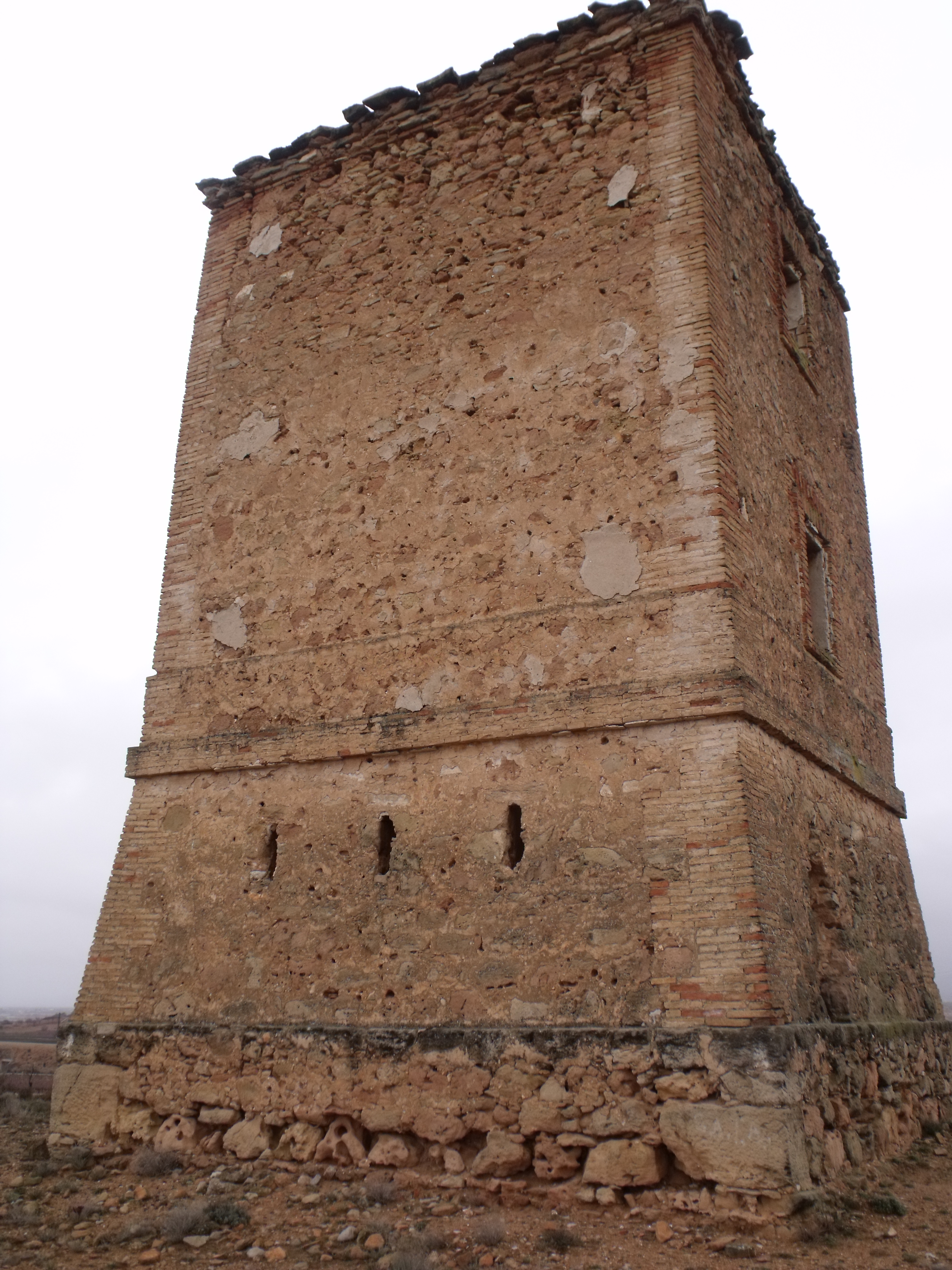
Torre de San Antonio de Requena. En la planta baja se observan tres troneras para la defensa. El acceso se realizaba por el primer piso, mediante una escalera que se retiraba, aislando la torre del exterior.

Pero el proyecto de mayor envergadura en telegrafía óptica no llega sino cuando, quizá, ya es demasiado tarde. En 1844, por Real Decreto de 1 de marzo, se establece el marco para el nuevo trazado de telegrafía óptica en España a cargo de la Dirección General de Caminos, y siendo uno de los máximos responsables del proyecto José María Mathé Aragua, Coronel de Estado Mayor que había colaborado con Lerena en el proyecto de este último, y autor del modelo de telégrafo ganador del concurso abierto a tal efecto.
El proyecto, de titánicas dimensiones, pretendía unir Madrid con todas las capitales de provincia del territorio peninsular. En una etapa especialmente convulsa de la Historia de España, esta medida pretendía dotar al Estado de un instrumento para el mantenimiento del orden, como reza el preámbulo del citado Real Decreto.
"Decidido el gobierno de S.M. a procurar por cuantos medios estén a su alcance el afianzamiento del orden público, tan necesario para que los pueblos puedan disfrutar de una administración paternal y previsora..."
El decreto era especialmente cuidadoso en la ubicación de las torres. Así, se prefiere que las líneas sigan las carreteras y caminos existentes, para facilitar el avituallamiento de las estaciones telegráficas, y a ser posible, lo más cerca de pueblos y localidades, por la misma razón. Debían utilizarse estructuras preexistentes para ahorrar recursos, en la medida de lo posible, y así se emplearon castillos, atalayas e incluso torres de iglesias cuando fue posible. Cuando esto no era viable, habrían de construirse torres ad-hoc, todas idénticas y según el estándar fijado por Mathé, de 7 metros de lado y 12 de alto. Además, las torres debían estar cada una a una distancia mínima de 2 leguas y máxima de 3, de la siguiente. Una distancia menor suponía construir más torres lo que implicaba un mayor coste. Una distancia mayor suponía mayor dificultad para divisar la torre anterior o posterior con los medios ópticos de la época.
La torre diseñada por Mathé estaba pensada como fortaleza, de modo que en caso de guerra el enemigo tuviese la mayor dificultad para interrumpir el sistema de comunicaciones. Constaba de 3 plantas cubiertas, y sobre la cubierta superior, plana, se ubicaba el telégrafo. Las torres presentaban en ocasiones un alambor desde el primer forjado hasta el suelo. En la primera planta, a nivel del suelo, por cada lado aparecen dos, tres o cuatro ventanucos abocinados de finalidad discutida. En algunos documentos se expresa que podrían servir para colocar los catalejos orientados a la siguiente torre, aunque el hecho de estar en una posición tan baja, y de existir en todos los lados y no solo en aquellos orientados a las torres anterior y posterior, hace que quizá sea más lógico pensar que fuesen aspilleras para la defensa de la torre. En la segunda planta había una ventana en tres de sus lados, mientras que en la cuarta pared estaba la puerta. A la torre se accedía por esta puerta situada a unos 4 metros de altura por medio de una escalera de madera que se retiraba y guardaba en el interior, quedando la torre inaccesible desde el exterior. En la tercera planta había en todas sus paredes, una ventana por lado, idénticas a las de la planta inferior. Desde esta tercera planta se manipulaban los controles del telégrafo situado encima. La construcción de la torre era esencialmente de mampostería y ladrillo, y en ocasiones estaban encaladas o enfoscadas y pintadas de ocre. No obstante, si bien todas las torres son prácticamente idénticas, se aprecian diferencias en las técnicas de construcción en las que quedan en pie, seguramente sujetas a la disponibilidad o carencia de los distintos materiales en la zona de construcción, o al criterio de las cuadrillas encargadas de alzar el edificio. Según el inventario de una torre óptica de la Línea de Andalucía, realizado a finales de 1857, la planta baja servía de cocina y la tercera planta como observatorio.
La red ideada por Mathé era de grandes dimensiones y de extensión nacional, como se ha dicho, pero solo se construyeron tres líneas:
- La línea de Castilla, con el trayecto Madrid-Irún;
- La línea de Andalucía, con el trayecto Madrid-Cádiz, heredera de aquella proyectada por Betancourt casi medio siglo antes;
- La línea de Cataluña, con el trayecto Madrid-La Junquera.

La primera de ellas, que comenzó a funcionar el 2 de octubre de 1846, contaba con 52 torres y empleando como base la mencionada línea Madrid-San Ildefonso, pasaba por Valladolid, Burgos, Miranda, Vitoria y San Sebastián.
La segunda línea, llamada "Línea de Andalucía", contaba con 59 torres. El primer tramo Madrid-Puertollano comenzó a funcionar en 1850, y no estuvo completa, llegando a Cádiz, hasta 1851, ampliándose después en 1853 con una última torre en San Fernando (Cádiz). Tenía estaciones en Aranjuez, Toledo, Consuegra, Ciudad Real, Puertollano, Montoro, Córdoba, Sevilla, Jerez de la Frontera, Cádiz y San Fernando. Algunos puestos telegráficos estuvieron instalados en al Alcázar de Toledo, en la Real Fábrica de Tabacos de Sevilla y en las murallas de Puerta de Tierra en Cádiz.
La tercera línea nunca llegó a funcionar en su totalidad. El tramo Madrid-Valencia entró en funcionamiento en 1849, con 30 torres, comenzaba con el telégrafo del Parque del Retiro de Madrid, una construcción neomedieval, conocida como "El castillete" y actualmente en estado de ruina. Este telégrafo enviaba la señal al de Vallecas (donde está hoy el barrio de Santa Eugenia) y posteriormente a Arganda del Rey hasta llegar a lo largo de 30 hitos al telégrafo de Valencia. En diversos momentos funcionaron los tramos Valencia-Castellón, Barcelona-Tarragona, Barcelona-La Junquera y Tarancón-Cuenca.

### La red telegráfica catalana
Debido al especial cariz que tomó la cuestión carlista en Cataluña a mediados del siglo XIX, se construyó allí una densa red telegráfica que permitiese la rápida comunicación de noticias y estados para combatir la pertinaz guerra de guerrillas que el ejército del pretendiente carlista realizaba desde el Pirineo hacia todo el territorio catalán. La red catalana de esta época dista mucho de ser homogénea. De hecho parte de la red utiliza el sistema de Mathé, y otros tramos emplean otros sistemas propios.
Lo que hace de esta red de telegrafía más especial es que continuó ampliándose y en funcionamiento incluso en la tercera guerra carlista (1872-1876) dado que en aquellos momentos grandes áreas de Cataluña aún no disponían de tendidos electrotelegráficos, llegando a construirse más de 150 estaciones telegráficas. Este gran número está justificado por la especial orografía de la región.

### El ocaso de la telegrafía óptica
Cuando en 1844 se dio el impulso necesario a la telegrafía óptica en España, ya se conocía la telegrafía eléctrica y se experimentaba en Europa desde hacía 4 años, dándose en algunos casos la coincidencia de las instalaciones del telégrafo óptico con la del telégrafo eléctrico en 1853. La dura orografía de la península ibérica fue, una vez más, un obstáculo cuasi insalvable (como había de ocurrir más adelante con el tendido del ferrocarril) para este avance en las comunicaciones.
En una fecha tan temprana como 1854 quedaba completada la línea de telegrafía eléctrica entre Madrid e Irún. Un año después, en 1855 dejó de funcionar la línea equivalente de telegrafía óptica, y en 1857 se desmantelaba la última en servicio de la red nacional, la línea Madrid-Cádiz. Las últimas estaciones telegráficas que dejaron de funcionar, probablemente fueron parte de la red catalana de telegrafía, a finales del siglo XIX, como se ha mencionado anteriormente.

## Estado actual en España

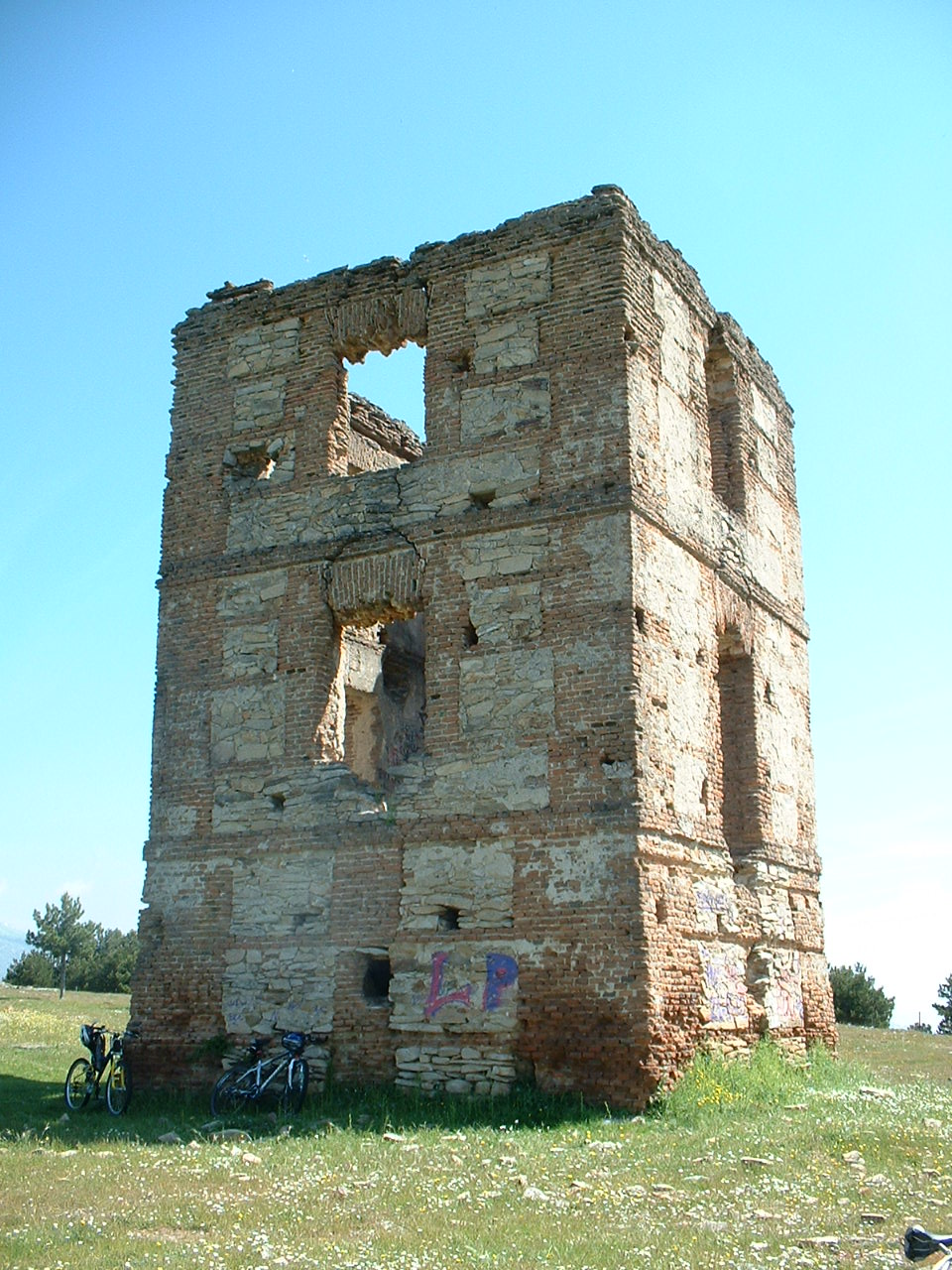
Estado en que se encontraba la torre óptica del Cabeza Mediana, cerca de la localidad madrileña de Moralzarzal, antes de su restauración.

En la actualidad poco o nada queda de la original red de telegrafía óptica salvo algunas de las torres en las que se emplazaron los telégrafos. Las torres de Mathé, construidas de un modo medianamente homogéneo con encadenados de fábrica de ladrillo y complementos de mampostería (aparejo toledano), fueron en muchos casos usadas por los lugareños como cantera, tras el abandono por parte de la Administración. 

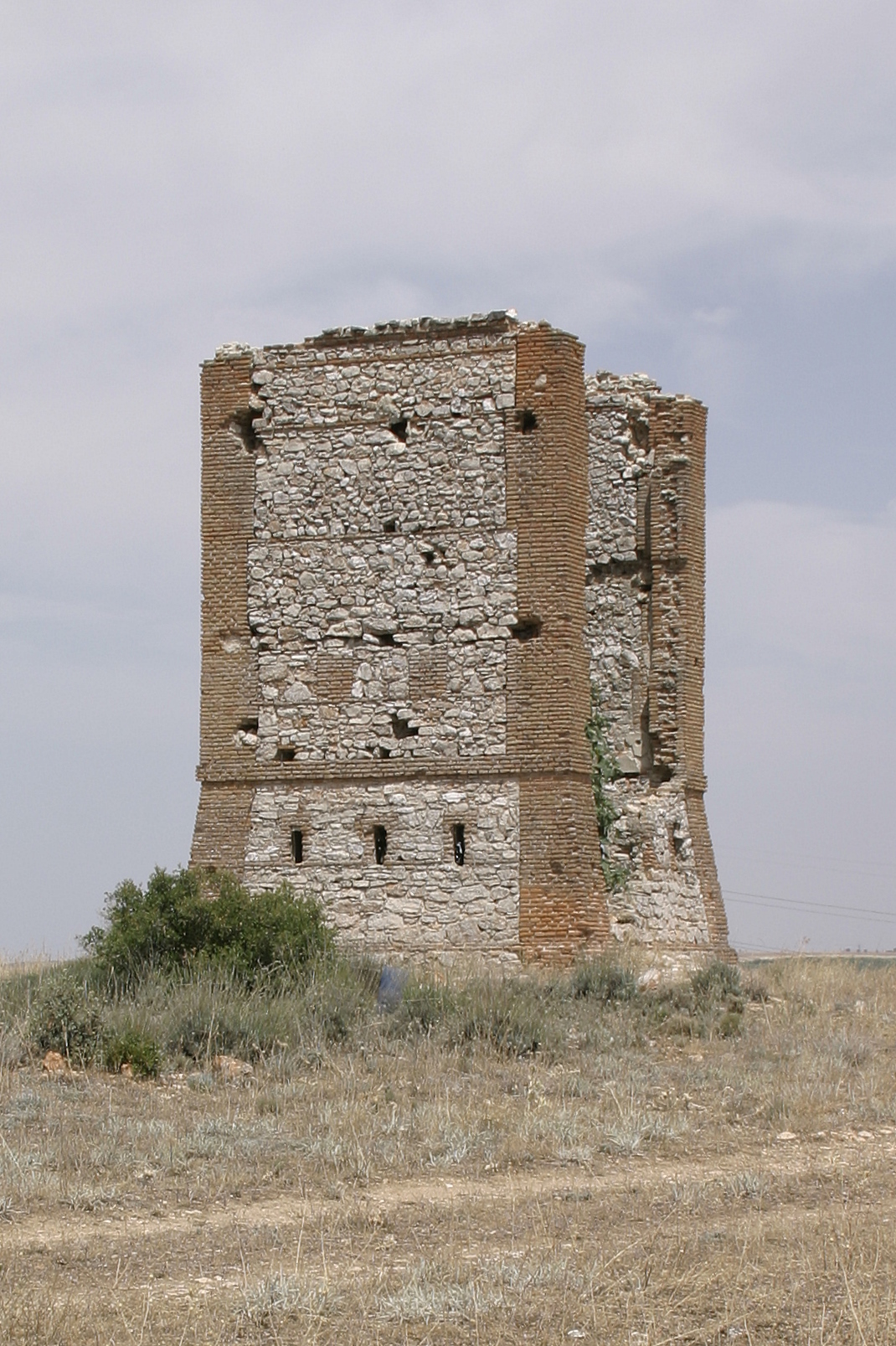
Ruinas de torre óptica de Arganda del Rey, antes de su restauración en 2009.

La inmensa mayoría de las pocas que aún están en pie total o parcialmente, lo hacen en estado de ruina en diferentes grados. Alguna está habilitada como vivienda (como es el caso de la existente en Torrelodones), otras han sido restauradas, como la de Cabeza Mediana, cerca de Collado Mediano. Merece mención especial la torre de Adanero, torre número 11 de la línea Madrid-Irún que fue restaurada en 2002 por una conocida empresa española de telefonía móvil, colocando además, un telégrafo en su parte superior, con lo que recuperó el aspecto original que tenía a mediados del siglo XIX.
Hoy en día encontramos, además, un importante rastro de este avance tecnológico en la toponimia, y así hay numerosos cerros o montes que se llaman "del telégrafo" a lo largo de toda la geografía española, eco inequívoco de que en su cumbre se alzó algún día un telégrafo óptico.

### Conclusiones
Hasta la creación del telégrafo, la velocidad de transmisión de la información había permanecido invariable durante decenas de siglos. En España, un jinete a caballo podía tardar dos o tres días, con buen tiempo y sin contratiempos en el camino o con su montura, en ir de Madrid a la frontera francesa en Irún. Con el telégrafo óptico, ese mismo mensaje tardaba seis horas en hacer la misma distancia. El telégrafo óptico, y luego el eléctrico, acortó distancias de forma radical como no se había hecho desde que el hombre se subió a lomos de un caballo para viajar más rápido, varios miles de años antes. Este avance en las comunicaciones sentó las bases para el desarrollo del Estado moderno en el siglo XIX, que se articuló impulsado por la burguesía, los periódicos y la bolsa, elementos todos ellos que se beneficiaron enormemente de la mayor velocidad en la transmisión de las noticias.